# Yvonne Gall
Pour les articles homonymes, voir Gall.
Yvonne Irma Galle dite Yvonne Gall, née le 6 mars 1885 dans le 17e arrondissement de Paris et morte le 21 août 1972 dans le 16e arrondissement, est une cantatrice française soprano.

## Biographie
Fille du compositeur et chef d'orchestre Émile Galle (1851-1903), elle étudie le chant au Conservatoire de Paris dans la classe d'Auguste Dubulle (1856-1934) où elle obtient un premier prix de chant en 1907 et un second prix d'opéra la même année. Puis, Yvonne Gall débute dans le rôle de Mathilde dans Guillaume Tell de Rossini à l'Opéra de Paris en 1908.
Par arrêté du 28 octobre 1937, elle est nommée professeure de chant au Conservatoire national de musique et d'art dramatique de Paris.
Yvonne Gall peut être entendue chanter sur le Volume 2 de The EMI Record of Singing
Elle épousa le compositeur Henri Büsser en mars 1958. Lui-même, qui vécut centenaire, était né en 1872.